# نيكول كوهن
نيكول كوهن (بالإنجليزية: Nicole Cohen)‏ هي فنانة أمريكية، ولدت في 1970.